# Jan Kapistrán
Svatý Jan Kapistrán či Jan Kapistránský (italsky Giovanni da Capistrano; 24. června 1386 Capistrano – 23. října 1456 Ilok u Vukovaru) byl římskokatolický kněz a mnich italského původu, misionář a generální vikář řádu menších bratří. Neměl dobrý vztah k židům a jeho činnost zřejmě vedla k pogromu ve Vratislavi roku 1453. Po své kanonizaci se stal patronem právníků a sjednocené Evropy.

## Život

### Mládí a politická kariéra
Jan (Giovanni) Kapistrán se narodil v obci Capistrano v italském pohoří Abruzzi, na území tehdejšího Neapolského království. Pocházel ze šlechtické rodiny, jeho otec však byl zavražděn, když bylo Janovi pět let. Nadaný chlapec vystudoval práva na univerzitě v Perugii, poté působil v Neapoli jako jeden ze soudců královského soudního dvora. Zde se stal oblíbencem ctižádostivého a krutého krále Ladislava I. Neapolského, který Jana roku 1412 jmenoval podestou města Perugie. Roku 1414 král Ladislav zemřel a Perugia byla napadena vojsky Carla Malatesty, vládce nedalekých měst Rimini, Cesena a Pesaro. Roku 1415 se Jan oženil, několik dní po svatbě však byl zajat Malatestovými vojáky a uvězněn v Rimini. Ve vězení se začal zajímat o teologii.
Roku 1416 byl Malatesta poražen neapolským kondotiérem Braccem di Montone a Jan se dostal na svobodu. Po propuštění opustil mladou manželku (manželství kvůli Janovu zajetí zřejmě nebylo naplněno) a začal studovat u Bernardina Sienského. Ještě téhož roku 1416 vstoupil do řádu minoritů.

### Kazatelská činnost
Kapistrán zastával nejpřísnější formy řeholního života, kladl velký důraz na požadavky chudoby, askeze a kazatelské činnosti, dokonce se snažil o reformu minoritského řádu v tomto duchu. Roku 1417 byl Kapistránův učitel Bernardin ze Sieny nařčen z kacířství a byl vyšetřován inkvizicí, Jan Kapistrán ho však dokázal před soudem obhájit tak brilantním projevem, že inkvizitor obvinění stáhl. Kapistrán byl skutečně umný řečník a brzy se proslavil jako kazatel. Pro své rétorické schopnosti byl svými současníky nazýván „apoštol Evropy“.
Mezi lety 1420 a 1450 putoval po celé Itálii, hlásal pokání, střídmost a zavržení světských radovánek. Kázal latinsky, dvakrát až třikrát denně a jedno kázání trvalo déle než dvě hodiny. Mimo kazatelskou činnost se věnoval také psaní listů a traktátů, v nichž se projevují jeho přísné názory. Byl stoupencem neomezené papežské moci a odpůrcem myšlenek konciliarismu. Odmítal jakékoli směňování peněz, které označoval za lichvu, odsuzoval proto i bankovnictví, které se právě na přelomu 14. a 15. století v italských městech značně rozšířilo. Velmi tvrdě vystupoval proti všem heretikům včetně českých husitů. Založil rovněž několik nových klášterů a špitálů.
Do roku 1450 kázal především na území Itálie. Roku 1450 se vypravil do německých a rakouských oblastí, cílem jeho cesty mělo být Polsko, Uhry, ale zejména České země. Na této cestě jej doprovázelo dvanáct mnichů, kteří měli za úkol tlumočit jeho kázání do němčiny a maďarštiny. Jeho kázání neměla mnoho společného s tím, co si dnešní křesťané představí pod pojmem kázání. Byla to velkolepá, výborně organizovaná představení pod širým nebem, připomínající současné happeningy nebo nábožensko politický míting.

### Jan Kapistrán a České země

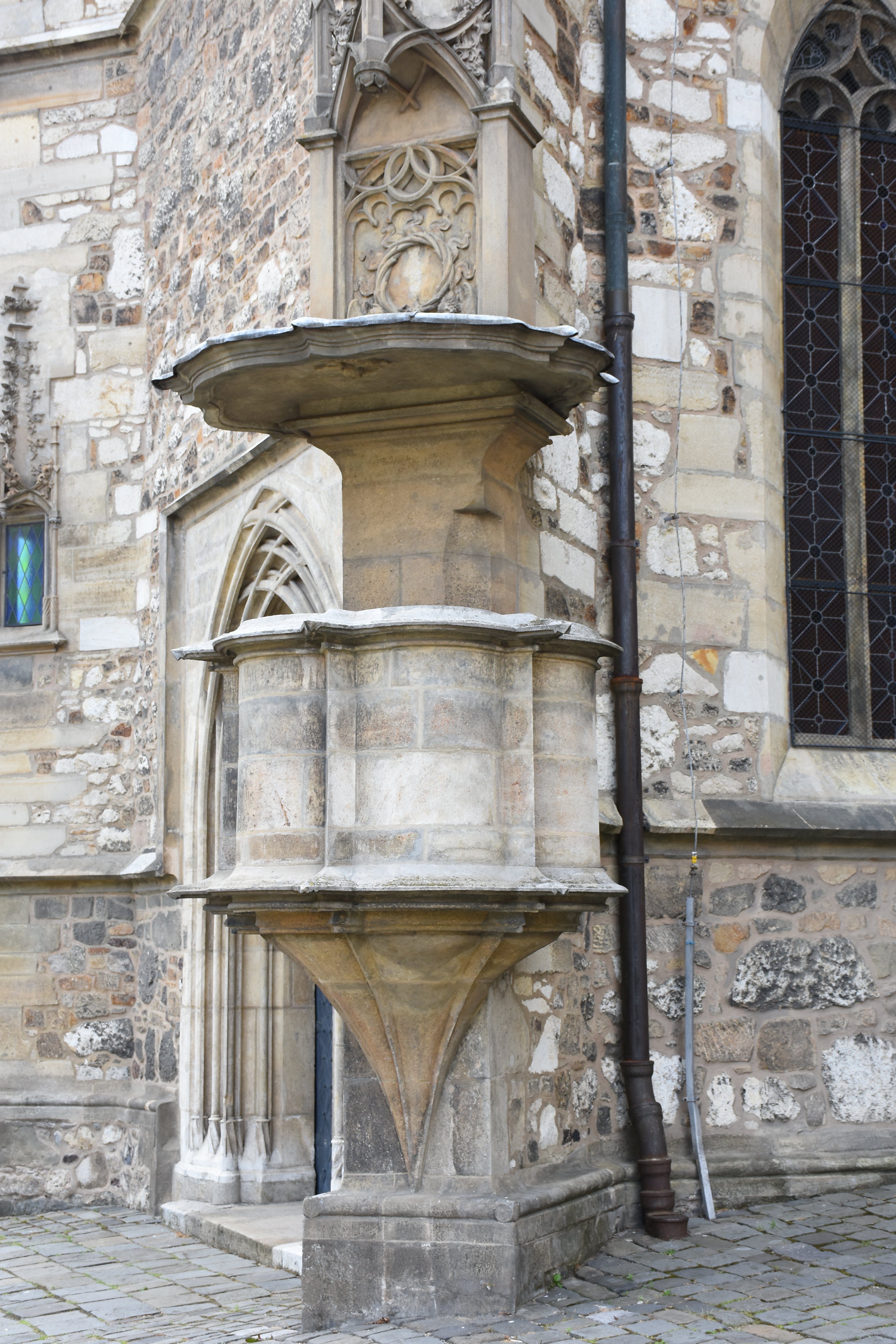
Kapistránova kazatelna na brněnské katedrále

Kapistránovým snem bylo obrácení husitských Čech na katolickou víru, prohlašoval, že buďto husity obrátí, nebo mezi nimi najde mučednickou smrt. Na konci léta a začátkem podzimu 1451 kázal Kapistrán na Moravě. V Brně nese jeho jméno kamenná kazatelna, z níž ale nikdy nekázal, na severní straně katedrály svatého Petra a Pavla v Brně. Velké úspěchy sklidil Kapistrán též před věřícími ve Znojmě. Následkem jeho kázání ke katolicismu konvertovalo několik tisíc moravských husitů. Jeho horlivost se obrátila vůči Židům, kteří byli roku 1454 z Brna i Znojma vyhnáni téměř na tři staletí (a „hlavním židovským městem“ Moravy se stal Mikulov). V návaznosti na Kapistránovu misi na Moravě byly v Brně i ve Znojmě založeny františkánské kláštery. Brněnský klášter stál v prostorách dnešních Denisových sadů a byl zničen během obléhání Brna Švédy roku 1645. Znojemský klášter byl založen na Dolním předměstí (později nemocnice na Vídeňské ulici), nicméně již roku 1534 se znojemští františkáni přestěhovali do hrazeného města k minoritům. Podobné účinky mělo Kapistránovo kázání na podzim 1451 i v Jemnici, jeho jméno nese památná lípa, nacházející se v areálu bývalého kláštera sv. Víta, pod kterou svá kázání údajně pronášel. Kázal také v Olomouci před velkým počtem posluchačů. Do Olomouce se vrátil ještě v roce 1454. Na místech, kde kázal, byl později založen klášter františkánů. Jeho působení připomíná i socha na barokním olomouckém sloupu Nejsvětější trojice. 
Opakovaně se snažil proniknout do Čech, což mu však znemožnil tehdejší zemský správce Jiří z Poděbrad, dostal se pouze na rožmberská panství v jižních Čechách, odkud posléze přes Cheb a Lužici odjel do Slezska. Údajně kázal okolo roku 1452 v Krupce.
Roku 1453 dokázal Kapistrán plamennými projevy strhnout na svou stranu celou Vratislav, jež byla později označována za „Kapistránovu baštu“. Kázal zde několik týdnů proti husitům, Turkům a Židům, ale také proti přepychu a rozmařilému životu zdejších měšťanů. Jeho projevy vyvolaly obrácení bohatých měšťanů ke zbožnému životu, doprovázené pálením šperků, módních oděvů, hudebních nástrojů i stolních her. Jednalo se patrně o jakousi davovou hysterii, o čemž svědčí i následný, neobyčejně brutální protižidovský pogrom. Ještě během kazatelova pobytu bylo ve Vratislavi popraveno 13 Židů, kteří se při mučení přiznali k trávení studní a znesvěcování hostií. Ostatní Židé byli vyzváni, aby město opustili a zanechali zde majetek. Dne 4. července vypukl pogrom, při kterém bylo zavražděno 41 Židů a desítky dalších včetně rabína raději spáchali sebevraždu. O Kapistránově svárlivé povaze se tehdy mohl přesvědčit i mistr pražské univerzity Pavel Žídek. Ač katolík, dostal se roku 1453 do teologického sporu s Kapistránem a kazatel jej nechal ve Vratislavi uvěznit. Ve vězení Žídek strávil asi tři roky. Kapistrán byl tak horlivý ve svém protihusitském úsilí, že byl dokonce oficiálně napomenut vratislavským biskupem Joštem II. z Rožmberka. Kapistránův odkaz žil ve Vratislavi velmi silně i po jeho odchodu. Uvádí se, že kvůli jeho vlivu Vratislav roku 1458, kdy byl Kapistrán už dva roky mrtev, neuznala Jiřího právoplatným českým králem.

### Boj proti Osmanské říši a smrt
Roku 1456 se stal spolu s uherským vojevůdcem Jánosem Hunyadym vůdčí osobností křížové výpravy proti Osmanské říši. Hunyadyho vojsko bylo Turky obleženo ve strategicky významném Bělehradě, Kapistránova kázání dodávala obleženým Uhrům během náročného dvouměsíčního obléhání odvahu a morálně je posilovala. 22. července se Hunyadymu a jeho vojsku podařilo nečekaným výpadem odrazit osmanské vojsko a dobýt sultánův tábor, což mělo za následek vytlačení Turků zpět do Srbska. Připomínkou vítězné bitvy, která oddálila dobytí Uher Turky o 70 let, je dodnes polední zvonění na katolických kostelích na celém světě. Tento zvyk totiž zavedl papež Kalixt III. právě na připomínku osvobození Bělehradu.
Mezi vyčerpanými vojáky však záhy vypukla epidemie moru, jíž podlehli jak Hunyady, tak i Kapistrán. Těžce nemocný kazatel požádal o převezení do nejbližšího františkánského kláštera ve městě Ilok, kde po několika dnech zemřel. Místo jeho posledního odpočinku není známo, patrně skončil v hromadném hrobě, jak to bývalo ve středověku při epidemiích běžné.

## Svatost a jeho svátek v církevním kalendáři
Přes svoji poněkud kontroverzní životní dráhu se Jan Kapistrán dočkal kanonizace. Rok, kdy byl kanonizován, je udáván různě – buď 1690, papežem Alexandrem VIII., nebo 1724 papežem sb. Benediktem XIII. Roku 1890 byl jeho svátek poprvé zařazen do církevního kalendáře, a to na 28. března. V roce 1969 tento svátek přesunul papež sv. Pavel VI. na 23. října, den světcovy smrti. Tradicionalisté si jeho svátek připomínají 28. března, podle církevního kalendáře v letech 1890 až 1969. S jeho jménem je spojováno na 2000 zázračných uzdravení.

## Osobnost Jana Kapistrána
Kapistrán byl nepochybně velmi zbožný, žil asketickým životem, zejména však vynikal jako sugestivní řečník. Jeho projevy dokázaly uchvátit a strhnout davy lidí. Vyznačoval se cholerickou až svárlivou povahou. Kritizován je jeho odpor vůči Židům, který projevoval  nabádáním k pogromům.